# Desidia
Desidia es el título de uno de los discos de maquetas del grupo Extremoduro, no reconocido como oficial por el grupo. Su contenido se compone de una mezcla de canciones ya aparecidas en Tú en tu casa, nosotros en la hoguera y en Maquetas 90, discos que se componen de tomas diferentes de las canciones que integran sus discos oficiales Rock transgresivo y Somos unos animales. Las 9 canciones restantes de estos 2 discos, aparecerían después en otro disco no oficial, titulado La Hoguera.

## Lista de canciones
1. Desidia
2. Jesucristo García
3. Perro callejero
4. Necesito Droga Y Amor
5. Amor castuo
6. Ni príncipes ni princesas
7. Arrebato
8. Emparedado
9. Tu corazón
10. Extremaydura

### Lista de la versión en casete
Lado A
1. Desidia
2. Perro callejero
3. Necesito Droga Y Amor
4. Tu Corazón

Lado B
1. Jesucristo García
2. Arrebato
3. Emparedado
4. Extremaydura

- Datos: Q42906214